# Pestalotia kawakamii
Pestalotia kawakamii är en svampart som beskrevs av Sawada 1919. Pestalotia kawakamii ingår i släktet Pestalotia och familjen Amphisphaeriaceae.   Inga underarter finns listade i Catalogue of Life.